# Статилия Мессалина
Статилия Мессалина (лат. Statilia Messalina; ок. 35 — не ранее 75) — третья жена Нерона, с 66 по 68 год.
Родилась в семье консула 44 года Тита Статилия Тавра. Когномен Мессалина получила в честь бабки Валерии Мессалины, дочери Марка Валерия Мессалы Корвина, дальней родственницы Валерии Мессалины, жены императора Клавдия.
Была замужем пять раз. Первые три мужа её неизвестны. В четвёртый раз вышла замуж ок. 63 года за Марка Вестина Аттика, консула 65 года, несмотря на то, что с начала 60-х была любовницей Нерона. В 65 году император распорядился арестовать Аттика, однако тот покончил жизнь самоубийством. Скорее всего имела от Аттика сына, который скончался в 88 году. В 66 году вышла замуж за Нерона. Сопровождала его в поездке в Грецию.
После смерти Нерона на ней собирался жениться Отон, однако брак не состоялся из-за его гибели. Несмотря на свои связи с опальными императорами, при Флавиях Статилия сохранила блестящее положение в обществе благодаря своему уму, красоте и богатству.